# Рекис, Кристоферс
Кри́стоферс Ре́кис (латыш. Kristofers Rēķis; род. 21 января 2003) — латвийский футболист, атакующий полузащитник клуба «Метта».

## Карьера
Начинал заниматься футболом в академии клуба «Сконто». В 2013 году в возрасте 10 лет перешёл в структуру клуба «Метта». За время выступления в юношеских командах дважды становился чемпионом юношеского латвийского чемпионата, также дважды становился серебряным призёром, также являлся призёром различных крупных международных турниров для юношеских команд. В 2020 году впервые был привлечён к играм с основной командой. Дебютировал за клуб 13 мая 2021 года в матче против «Лиепаи», выйдя на замену на 83 минуте. Затем отправился в аренду в «Скансте» во Вторую лигу, вместе с которым по итогу сезона стал победителем чемпионата.
В сезоне 2022 года вернулся из аренды и сразу же стал выступать с основной командой. Первый матч сыграл 2 апреля 2022 года против РФС, выйдя на замену на 69 минуте. Затем закрепился в основной команде, в основном являясь игроком замены. Также в мае 2022 года сыграл матч в Первой Лиге за «Скансте» против «Резекне». Свой дебютный гол за клуб забил 16 июля 2022 года против РФС. В августе 2022 года продлил контракт с клубом до 2025 года. Окончил сезон на девятом предпоследнем месте в турнирной таблице, отправившись в стыковые матчи. По итогу стыковых матчей против клуба «Гробиня» помог сохранить прописку в высшем дивизионе.
Первый матч в новом сезоне сыграл 18 марта 2023 года против клуба «Ауда». В следующем матче 2 апреля 2023 года против клуба клуба «Тукумс 2000» отличился первым забитым голом. В рамках 1/8 финала Кубка Латвии в матче 16 июля 2023 года в стадии серии пенальти уступили клубу «Лиепая». По итогу сезона закончил чемпионат на предпоследнем итоговом месте в зоне переходных матчей. По итогу стыковых матчей футболист вместе с клубом победили клуб «Скансте» и сохранили прописку в чемпионате.
Новый сезон футболист начал 10 марта 2024 года в матче против клуба «Валмиера», выйдя на поле в стартовом составе.

## Международная карьера
В 2019 году был вызван в юношескую сборную Латвии до 17 лет. В октябре вместе со сборной отправился на квалификационные матч юношеского чемпионата Европы до 17 лет.
В сентябре 2022 года получил вызов в молодёжную сборную Латвии. Дебютировал за сборную 27 сентября 2022 года в матче против Польши.

## Достижения
«Скансте»
- Победитель Второй лиги: 2021